# Kiffin Rockwell
Kiffin Yates Rockwell (20. září 1892 Newport, Tennessee, Spojené státy americké – 23. září 1916 Roderen, Francie) byl americký letec bojující v první světové válce ve stíhací jednotce francouzského letectva Escadrille Lafayette. V květnu 1916 se stal prvním americkým pilotem, který ve světové válce sestřelil nepřátelské letadlo. V září 1916 však byl zabit v boji. Celkem mu byly uznány čtyři sestřely. Byl jmenován rytířem Řádu čestné legie.

## Život

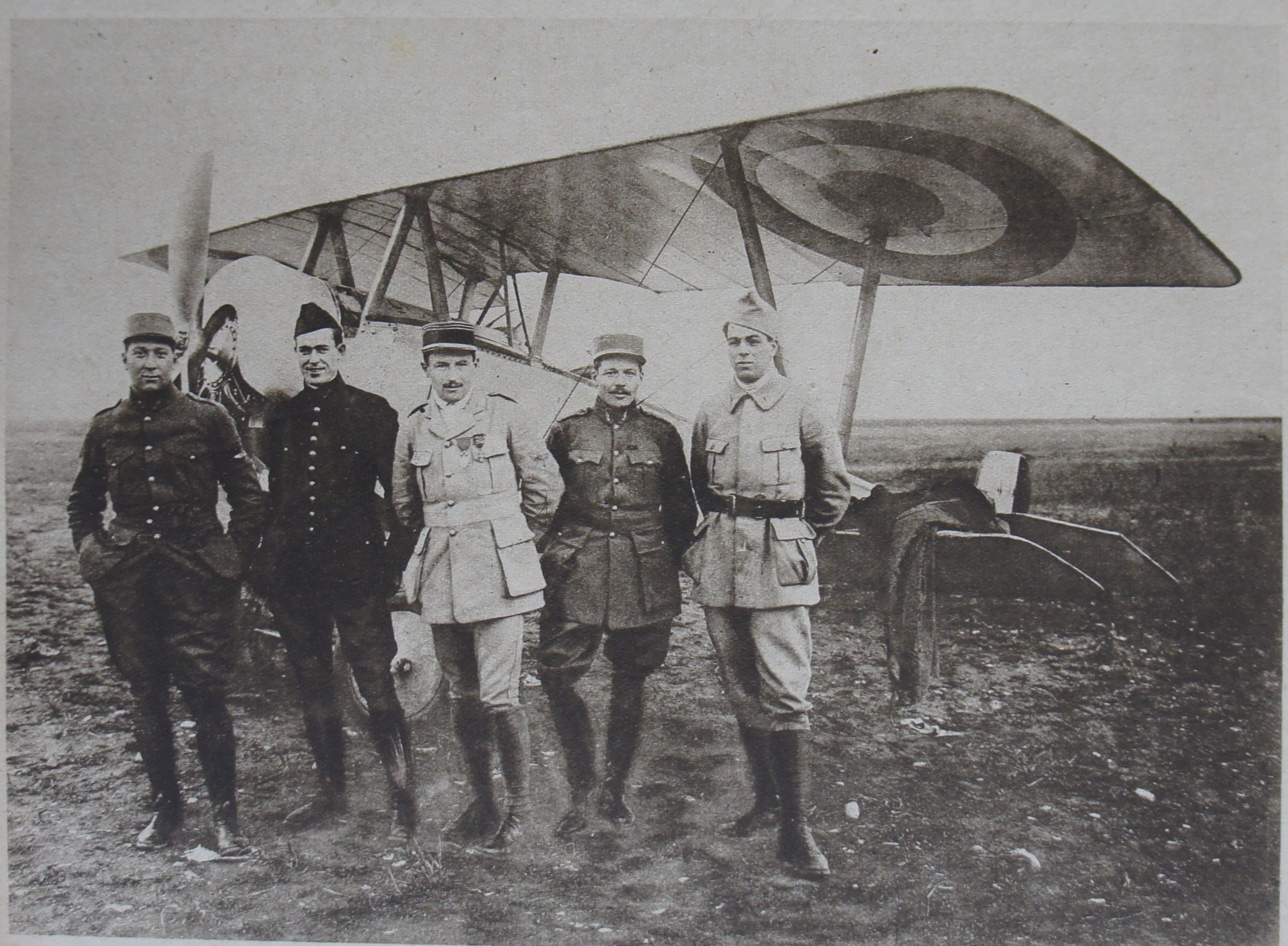
Zleva: Kiffin Rockwell, James Rogers McConnell, Norman Prince a Victor Chapman

Narodil se roku 1892 v Newportu v Tennessee. Byl třetím dítětem Louly Ayres Rockwellové (1866–1959) a baptistického pastora Jamese Chestera Rockwella (1868–1893). Když mu byl necelý rok, jeho otec zemřel na tyfus. Matka pracovala jako učitelka a později se věnovala alternativní medicíně. Rodina nejprve žila v Jižní Karolíně u babičky z matčiny strany a později se usadila v Asheville v Severní Karolíně. Kiffin Rockwell tam absolvoval Orange Street School a Asheville High School. Kiffina Rockwella ovlivnilo vyprávění dědečka, který za občanské války bojoval v armádě Konfederace. Dne 1. února 1909 nastoupil na vojenskou školu Virginia Military Institute v Lexingtonu ve Virginii. Mířil na Námořní akademii Spojených států amerických v Annapolisu, nakonec však dal přednost Washington and Lee University v Lexingtonu ve Virginii, kde studoval žurnalistiku jeho bratr Paul. Roku 1911 ze školy odešel, v San Francisku se věnoval reklamě a v Atlantě pracoval s bratrem Paulem v novinách.
Po vypuknutí první světové války společně s bratrem Paulem odjeli do Francie. Dne 7. srpna 1914 se nalozili na pasažérskou loď společnosti American Line SS St. Paul. Dne 21. srpna 1914 vstoupili do Francouzské cizinecké legie. Od října 1914 již oba bojovali na frontě. Patřili mezi první Američany bojující ve světové válce. Jako první byl raněn Paul. Po uzdravení ve Francii zůstal jako válečný korespondent.
Kiffin byl poprvé raněn v prosinci 1914. V březnu 1915 byl na vlastní žádost převelen k 1. pluku cizinecké legie ve svazku Marocké divize. Dne 9. května 1915 byl raněn kulometnou palbou poblíž La Targette v Neuville-Saint-Vaast v bitvě u Arrasu.
Po uzdravení se vlastní žádost vstoupil do francouzského letectvq. V září 1915 zahájil letecký výcvik. V dubnu 1916 patřil k zakládajícím členům stíhací jednotky Escadrille N. 124 (známé též jako Escadrille Américaine a Escadrille Lafayette). Dne 18. května 1916 Rockwell poblíž kopce Hartmannswillerkopf ve Vozézách sestřelil německý dvoumístný průzkumný letoun. Jeho jednotka v té době létala se stíhacími letouny Nieuport 11 C.1 a Nieuport 16 C.1. Není známo, který typ v tomto souboji pilotoval, ani nad jakým typem letounu zvítězil.
V dalších měsících se Rockwell účastnil více než 140 leteckých soubojů. Obdržel vyznamenání Médaille militaire a dále Croix de guerre, které mu připnul generál Joseph Joffre. Uznány mu byly čtyři sestřely. Dne 23. září 1916 Kiffin Rockwell v letounu Nieuport 17 C.1 nad Thannem na úpatí Vogéz napadl německý dvoumístný pozorovací letoun (některé prameny jej identifikují jako Aviatik, jiné jako Albatros). Střelec německého letounu jej smrtelně zasáhl do hrudi a jeho letoun se následně zřítil mezi francouzskými zákopy. Pochován byl v Luxeuil-les-Bains.
V místě dopadu Rockwellova letounu byla umístěna pamětní deska.

## Vyznamenání
- Rytíř Řádu čestné legie
- Croix de guerre
- Médaille militaire